# 北歐博物館
59°19′45″N 18°05′36″E / 59.32917°N 18.09333°E
北歐博物館（瑞典語：Nordiska museet）是瑞典斯德哥爾摩動物園島上的博物館，於1873年由亞瑟·哈茲里烏斯成立，專門展出有關瑞典近代（1520年起）至今的文化史和民族誌展品。同樣由哈茲里烏斯成立的斯堪森博物館曾長期為北歐博物館的一部份，但1963年開始獨立管理。

## 歷史
北歐博物館於1873年成立，當時稱為「斯堪的納維亞民族展」（"Skandinavisk-Etnografiska samlingen"），1880年易為今名。亞瑟·哈茲里烏斯於1891年設立斯堪森博物館，是全世界第二所戶外博物館。
為了北歐博物館，哈茲里烏斯購買和徵集來自瑞典和其他北歐國家的物品，包括傢具、衣服、玩具等等。他原來較着重農民文化，但繼任的主管展出越來越多反映中產和城市生活的展品。哈茲里烏斯為了斯堪森，甚至收集了整間建築物和整塊農田。
雖然博物館並沒有得到預期的政府資助，但哈茲里烏斯得到各方的支持和捐款。1898年，「推廣北歐博物館組織」已有4525名會員。瑞典議會於1891年撥款給博物館，並在哈茲里烏斯去世前一年（1900年）把撥款加倍。

## 博物館建築

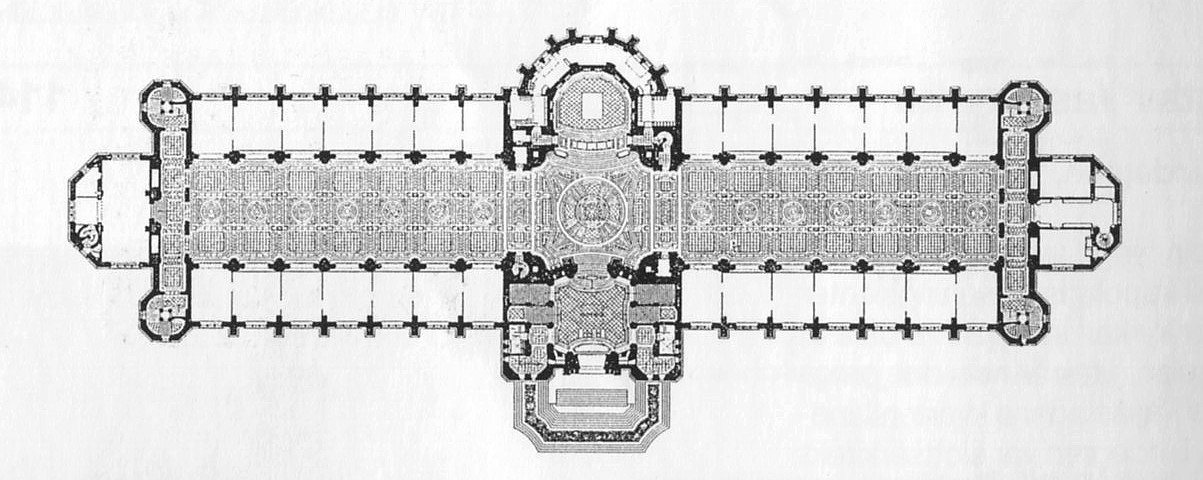
北欧博物馆平面图

現今的博物館建築由伊薩克·古斯塔夫·克拉松設計，於1907年落成。這建築起初打算用作國家紀念館，存放瑞典歷史傳承的物件，但在1897年斯德哥爾摩博覽會前只完工一半。後來建築落成時，規模只及原來設計的三份之一。建築物風格取材自受荷蘭影響的丹麥文化復興建築（如腓特烈堡城堡），而非瑞典傳統風格。建築物的中心為一巨大主廳，主廳中央為建立近代瑞典的古斯塔夫·瓦薩國王雕像。
牆壁由磚塊和花崗岩砌成，天花板則以混凝土建成。

## 圖像

### 內部

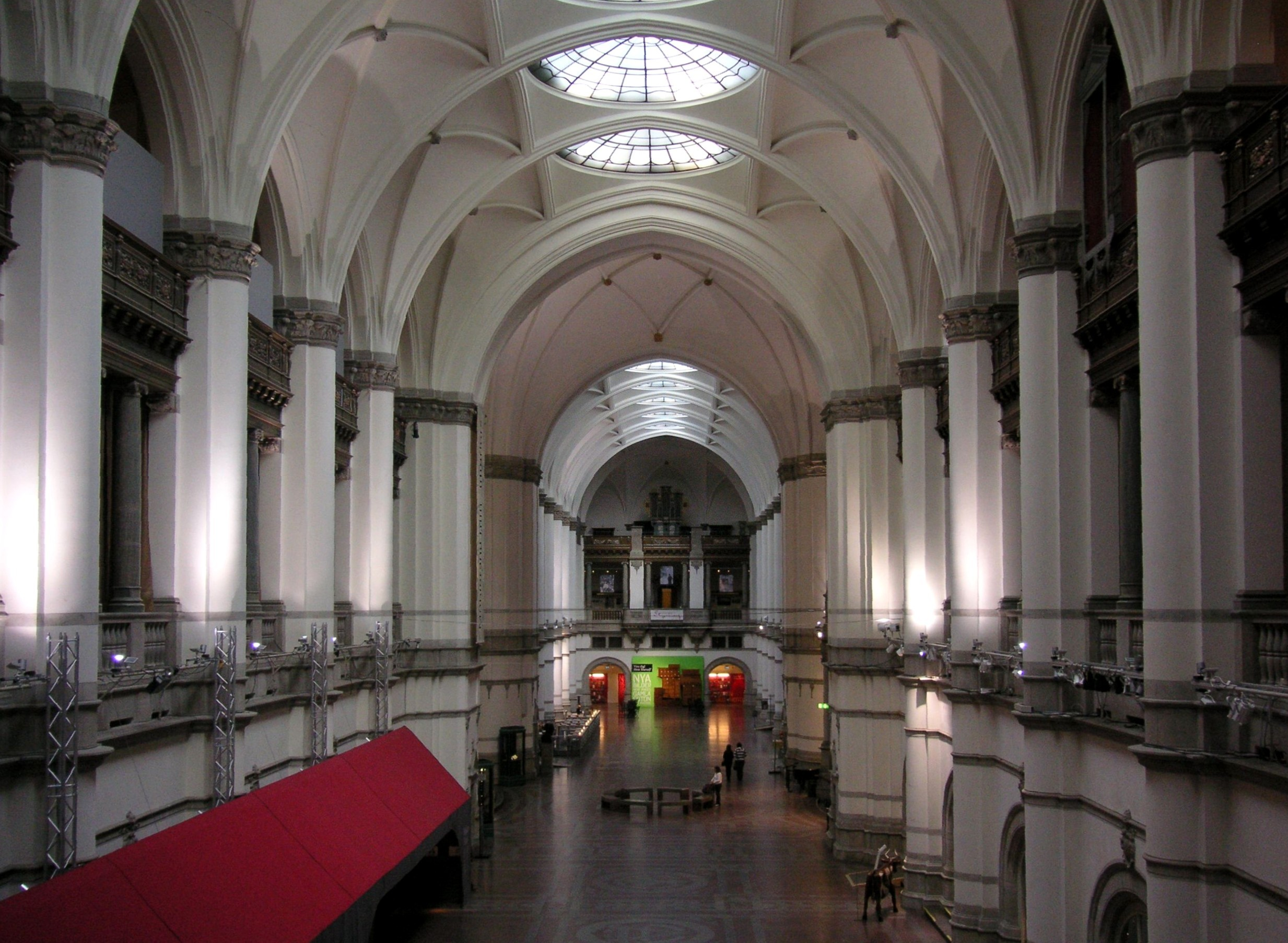
大主廳
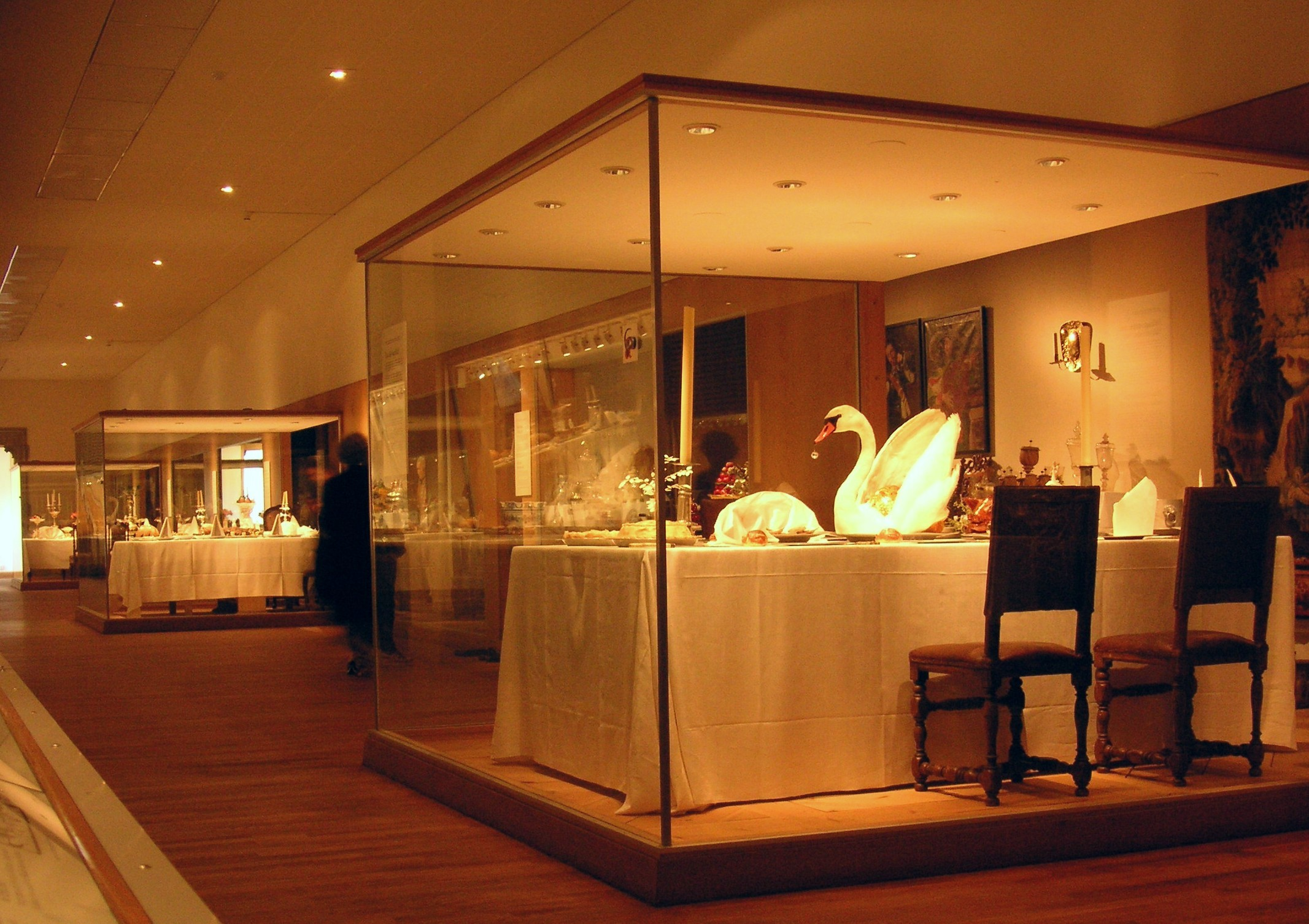
餐桌擺設

### 外部

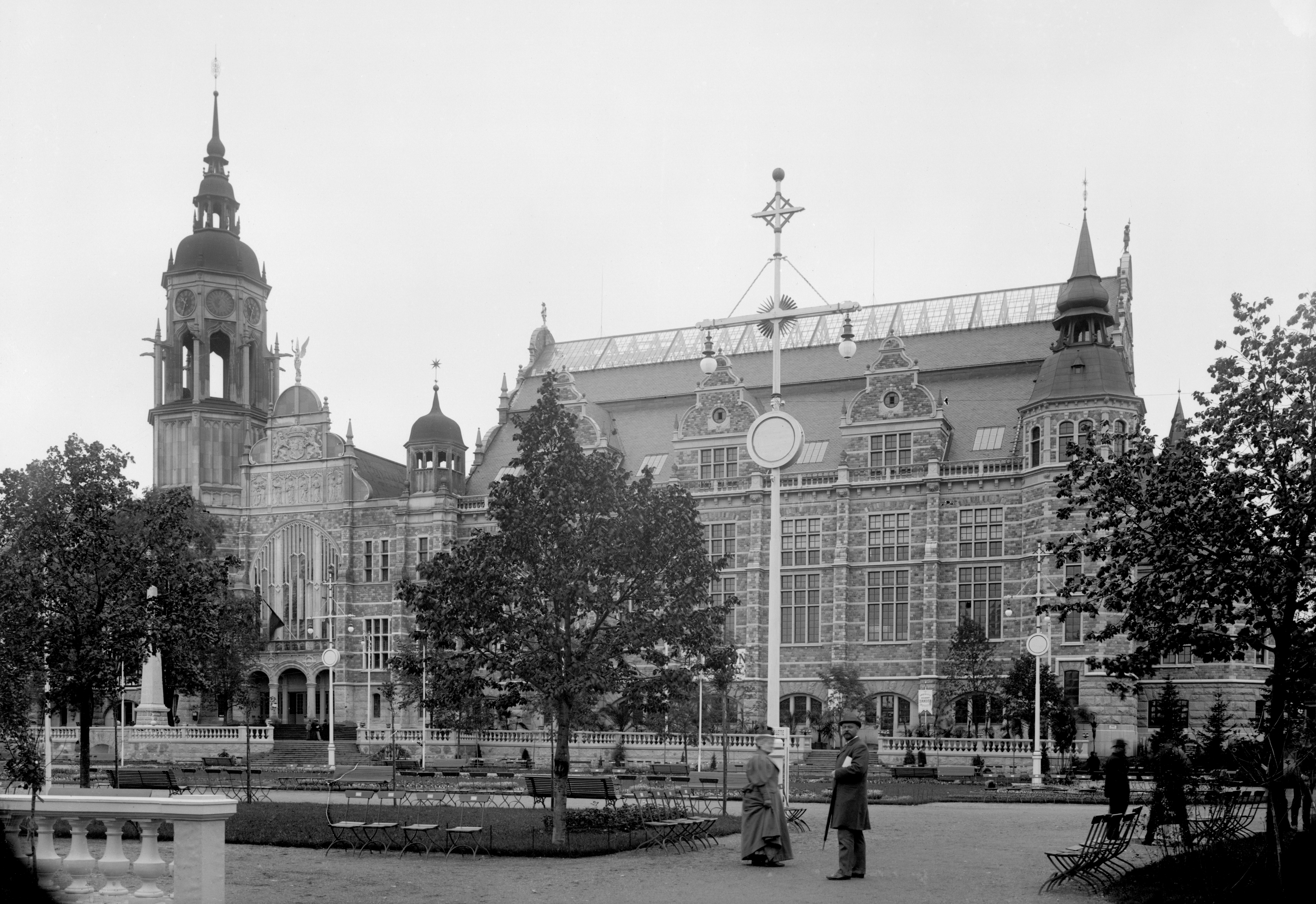
1897年博物館外觀
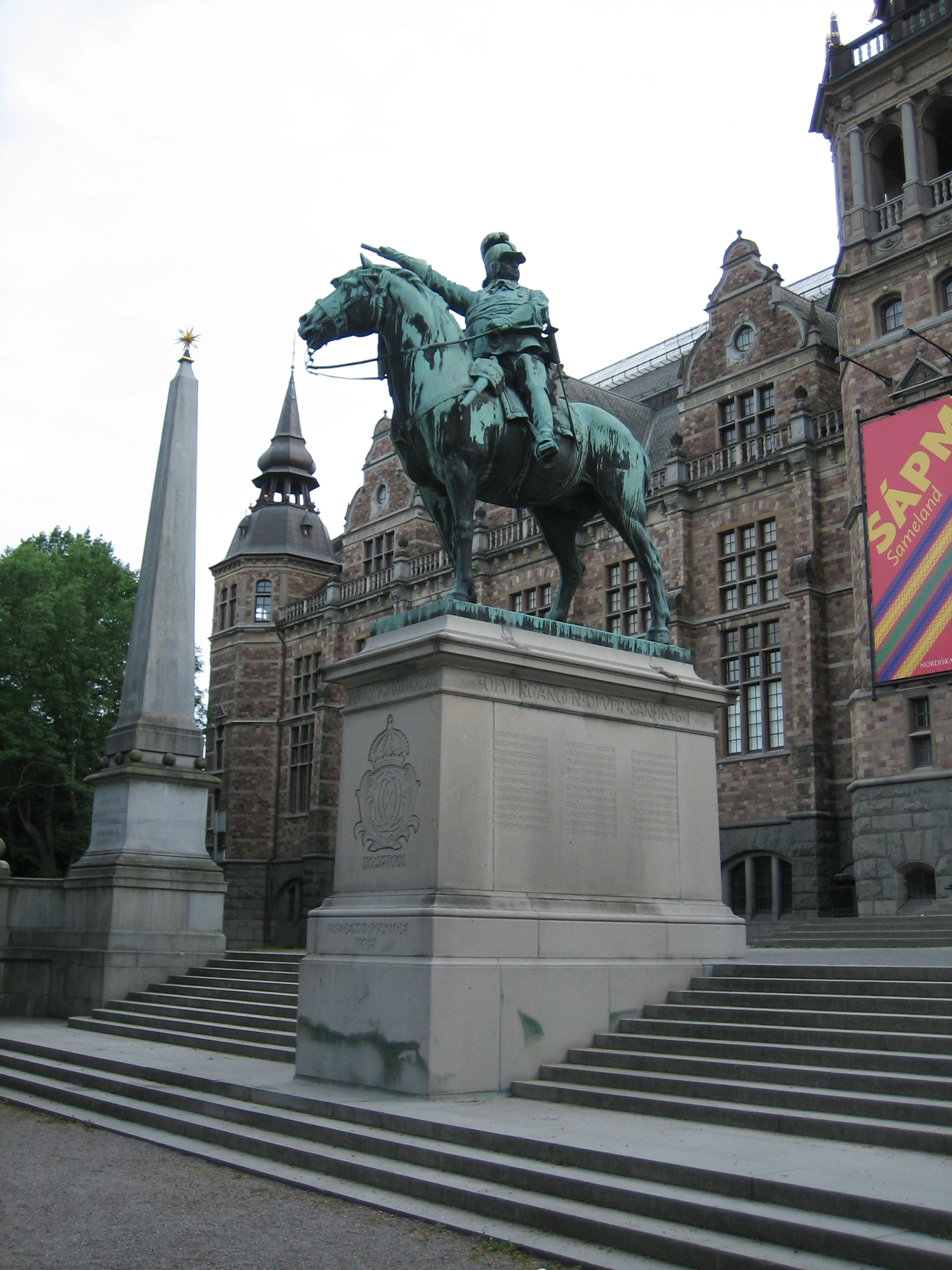
正門外的卡爾十世·古斯塔夫騎像
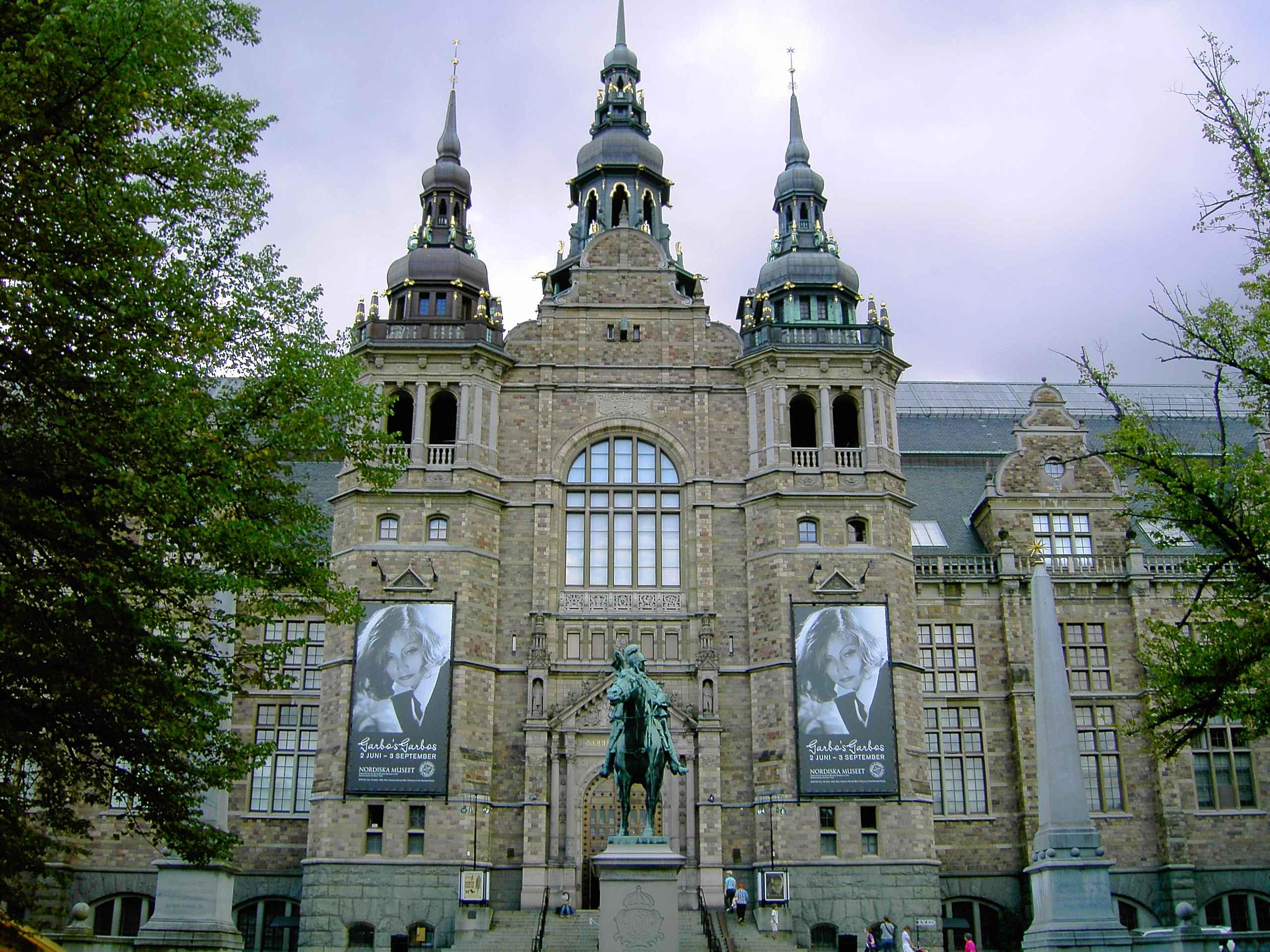
博物館正面

## 外部連結
- 官方网站 （页面存档备份，存于）